# 川村景明
川村 景明（かわむら かげあき、嘉永3年2月26日（1850年4月8日） - 大正15年（1926年）4月28日）は、日本の陸軍軍人、華族。東京衛戍総督、鴨緑江軍司令官等を歴任した。官位は元帥陸軍大将従一位大勲位功一級子爵。

## 経歴
薩摩藩士・野崎吉兵衛の三男として薩摩に生まれ、後に川村新左衛門景尚の養子となり川村家を継ぎ、川村源十郎と名乗る。薩英戦争・戊辰戦争に従軍、明治2年（1869年）4月、薩摩藩歩兵第1大隊第1小隊小頭に就任。
明治4年（1871年）4月に上京し同7月から御親兵付・陸軍軍曹として明治新政府に仕える。明治5年（1872年）7月、陸軍少尉・近衛歩兵第2大隊付となり、翌年、陸軍中尉に進む。この間に石本新六から仏語を学ぶ一方で陸軍に勧誘する。1874年（明治7年）4月、陸軍大尉・広島鎮台勤務を命ぜられる。1876年（明治9年）4月、歩兵第11連隊大隊長心得を拝命し萩の乱に出征する。翌年2月から征討第3旅団隷下として西南戦争に出征、戦中の4月に陸軍少佐に進み歩兵第11連隊大隊長となる。1882年（明治15年）2月、陸軍中佐・歩兵第4連隊長の後熊本鎮台参謀長、第6師団参謀長、参謀本部第1局長を経験し階級は陸軍大佐に昇る。
明治23年（1890年）6月、陸軍少将・歩兵第8旅団長を命ぜられ、同27年（1894年）8月、近衛歩兵第1旅団長に移り日清戦争に出征する。功により明治28年（1895年）12月、男爵を授けられ華族に列せられる。明治30年（1897年）10月、陸軍中将・第1師団長に就任。明治34年（1901年）4月、伏見宮貞愛親王の後任として第10師団長に就任する。明治37年（1904年）5月から日露戦争に出征し、この戦役の際、陸軍大将・鴨緑江軍司令官に就任し奉天会戦に参加。戦後、軍事参議官兼東京衛戍総督となり、勲一等旭日桐花大綬章・功一級金鵄勲章を賜る。明治40年（1907年）9月、子爵に陞爵する。大正4年（1915年）1月には元帥府に列せられる栄誉を賜る。
大正8年（1919年）12月から帝国在郷軍人会会長を務める。大正15年（1926年）4月28日、会長在任中に薨去。薨去に際し大勲位菊花大綬章が贈られた。墓所は東京都港区南青山・青山霊園。

## 鴨緑江軍司令官としての活躍

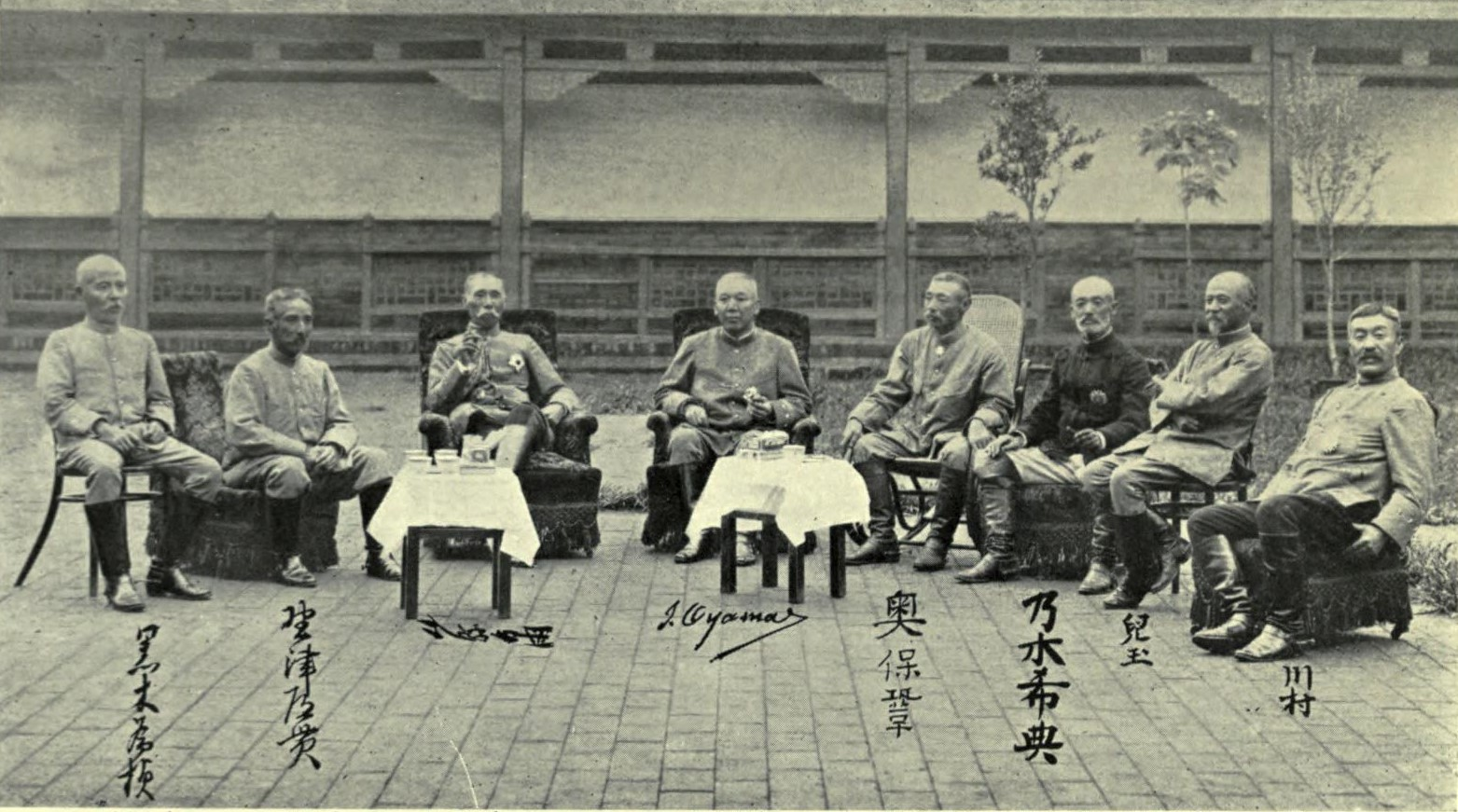
日露戦争における二元帥六大将
（右端が川村景明）

日露戦争中、新たに鴨緑江軍が編成された。この軍団は満州軍とは別に行動できる部隊として、第3軍（司令官・乃木希典）から、勇猛で知られた第11師団を引き抜き、参謀本部が直接指揮に関与できる部隊として編成された軍団である（これには長岡外史のアイデアを採用したと言われる)。これに対し、現地軍の司令官であった大山巌は不満を述べたが、鴨緑江軍司令官に就任した川村は、大山と会談した際に「総司令部（満州軍）の指揮に従います」と明言し、事実上満州軍指揮下の軍団として作戦行動を共にすることになる。しかし鴨緑江軍は、実戦経験が豊富な第11師団を主軸とはしていたが、実際の主力は老兵（30歳以上の兵）を中心とした後備役第1師団の兵であり、編成当時から実戦で使えるものかどうか疑問の声が多かった。
川村は士気も戦闘力も劣ると思われていた鴨緑江軍を、第一線の部隊並にすべく行動を始める。あえて草鞋を履いた姿で前戦の塹壕に出かけ、各兵士に気さくに声を掛けて回り兵士を鼓舞した。兵士たちも屈託のない川村の姿に親しみを寄せるようになったと言われる。
川村の工夫と努力によって、役立たずと思われていた鴨緑江軍は良く戦い、特に奉天会戦では、ロシア軍を指揮するアレクセイ・クロパトキンに日本軍主力部隊と誤認させるほどの活躍を見せた。

## 逸話
- 日露戦争中、野津軍司令官の指示に対して首を縦に振らないことが度々あった。その都度、上原勇作参謀長が説得にあたったが、仕舞には「貴官にして攻撃せんと欲せば、自ら之を敢行するほかあるまい」と川村が言うので上原は閉口するしかなかったという。
- 三塊石山の戦闘において第10師団は敵前で旋回運動を行うという危険な戦術を実行した。折しも川村が乗馬した馬や副官が被弾するという緊迫した情勢であったにもかかわらず、野津軍司令官が師団視察に訪れた。最前線視察は野津の持病ともいうべきもので、各師団長は皆これを嫌がっていた。川村は野津を出迎えたが、野津の傍らにいた上原に向かって「誰が司令をここに連れてきたか！ ここは軍司令官が来るべき場所ではない！」と怒鳴りつけた。野津に対しては「司令官は速やかに帰還されたい」と言ったので二人は黙々として第4軍司令部に戻った。後にも先にも野津に面と向かって諫言した師団長はいなかったため、第10師団の参謀たちは川村を敬ったという。上原は戦後、「川村元帥には日露戦役中、二回叱責された。」と述べている。

叱責の翌日、視察を命じられたのは参謀の町田経宇中佐であった。ロシア語が堪能な町田は川村から捕虜にした敵連隊長の尋問を命じられる。はたしてそれは町田の旧友のクリンゲンベルヒ中佐であった。「自分の無事を妻に電報で知らせてほしい。妻の写真をなくし、結婚指輪を日本兵に奪われたので探してほしい。」と町田に泣きついた。町田は「打電したり、探したりすることはできないことである。貴下は自身が戦場にあることを忘れたのか。戦場泥棒の仕業であり、軍紀を生命とする日本兵には泥棒をなすがごとき不心得者はいない。」と語気を強めた。川村は恐縮して黙ったままのクリンゲンベルヒに同情し、腰からブランデーの入った水筒を外して「これを飲ませてやってくれ。」と町田に手渡している。
- シベリア出兵の際、総司令官を上原参謀総長から打診されたが固辞している。代わりに大谷喜久蔵が派遣軍司令官に選ばれた。

## 栄典・授章・授賞
位階
- 1874年（明治7年）6月14日 - 正七位[2]
- 1882年（明治15年）3月31日 - 従六位[2]
- 1886年（明治19年）7月8日 - 従五位[2]
- 1891年（明治24年）6月13日 - 従四位[2][3]
- 1897年（明治30年）3月22日 - 正四位[2][4]
- 1902年（明治35年）4月30日 - 従三位[2][5]
- 1905年（明治38年）5月11日 - 正三位[2][6]
- 1910年（明治43年）5月21日 - 従二位[2][7]
- 1917年（大正6年）5月30日 - 正二位[2][8]
- 1926年（大正15年）4月28日 - 従一位[9]

爵位等
- 1895年（明治28年）12月4日 - 男爵[2][10]
- 1907年（明治40年）9月21日 - 子爵[2][11]
- 1915年（大正4年）1月9日 - 元帥[2][12]

勲章等
| 受章年                     | 略綬 | 勲章名                       | 備考         |
| -------------------------- | ---- | ---------------------------- | ------------ |
| 1878年（明治11年）1月31日  |      | 勲四等旭日小綬章             |              |
| 1885年（明治18年）11月19日 |      | 勲三等旭日中綬章             |              |
| 1895年（明治28年）12月4日  |      | 功三級金鵄勲章               |              |
| 1895年（明治28年）12月4日  |      | 勲二等瑞宝章                 |              |
| 1904年（明治37年）5月27日  |      | 勲一等瑞宝章                 |              |
| 1906年（明治39年）4月1日   |      | 功一級金鵄勲章               |              |
| 1906年（明治39年）4月1日   |      | 旭日桐花大綬章               |              |
| 1906年（明治39年）4月1日   |      | 明治三十七八年従軍記章       |              |
| 1915年（大正4年）11月7日   |      | 金杯一組                     |              |
| 1915年（大正4年）11月7日   |      | 大正三四年従軍記章           |              |
| 1915年（大正4年）11月10日  |      | 大礼記念章（大正）           |              |
| 1920年（大正9年）11月1日   |      | 金杯一組                     |              |
| 1920年（大正9年）11月1日   |      | 大正三年乃至九年戦役従軍記章 |              |
| 1926年（大正15年）4月28日  |      | 大勲位菊花大綬章             | （没後叙勲） |

外国勲章佩用允許
| 受章年                     | 国籍             | 略綬 | 勲章名                               | 備考 |
| -------------------------- | ---------------- | ---- | ------------------------------------ | ---- |
| 1910年（明治43年）12月14日 | フランス共和国   |      | レジオンドヌール勲章グラントフィシエ |      |
| 1910年（明治43年）12月14日 | イタリア王国     |      | サンモーリスエラザル第一等勲章       |      |
| 1918年（大正7年）8月3日    | イギリス帝国     |      | ヴィクトリア第一等勲章               |      |
| 1926年（大正15年）3月26日  | ポーランド共和国 |      | ヴィルッチ・ミリタリ勲章コマンドール |      |

## 親族
- 後を嗣子の景敏が継ぐ。
- 娘は陸軍中将成田正峰、陸軍少将藤津準一、陸軍大尉松岡政寛、鉄道官僚図師民嘉に嫁ぐ。
- 孫の景一は陸軍士官学校を28期で卒業し陸軍大佐に至る。